# Vízi mételykóró
A vízi mételykóró (latinul Oenanthe aquatica) vastag szárú évelő növény.
Ernyővirágzata sokágú, a virágok aprók. Termése ikerkaszat. Mocsarakban, vizes árkokban él.
Mérgező, ciánglikozidokat tartalmaz.